# جوایز موسیقی آمریکا ۲۰۱۲
چهلمین مراسم جوایز موسیقی آمریکا (به انگلیسی: American Music Awards) در ۱۸ نوامبر ۲۰۱۲ (۲۷ آبان ۱۳۹۱) در سالن تئاتر نوکیا در لس آنجلس اجرا شد. این جوایز برای محبوب‌ترین هنرمندان و آلبوم‌ها از سال ۲۰۱۲ به رسمیت شناخته شده‌است. این برنامه به صورت زنده ازای‌بی‌سی پخش شد. نامزدها در تاریخ ۹ اکتبر ۲۰۱۲ توسط کریستینا اگیلرا اعلام شدند. امسال یک جایزه جدید به نام الکترونیک دنس میوزیک مراسم اضافه شد. جاستین بیبر همهٔ جوایزی را که نامزد شده بود را برنده شد. نیکی میناژ دو جایزه و ادل، ریانا و تیلور سوئیفت هرکدام یک جایزه برنده شدند.

## نامزدها و برندگان
- برنده‌ها پررنگ شده‌اند.

| هنرمند سال                                                           | هنرمند جدید سال |
| -------------------------------------------------------------------- | --- |
| - جاستین بیبر - دریک - مارون فایو - کتی پری - ریانا                  | - جی کول - fun. - گوتیه - کارلی ری جپسن - وان دایرکشن                                                                       |
| بهترین هنرمند مرد پاپ/راک                                            | بهترین هنرمند زن پاپ/راک |
| - جاستین بیبر - فلورایدا - پیت‌بول - آشر                              | - کلی کلارکسون - نیکی میناژ - ریانا - کتی پری                                                                               |
| بهترین گروه/بند/دونفره پاپ/راک                                       | بهترین آلبوم پاپ راک |

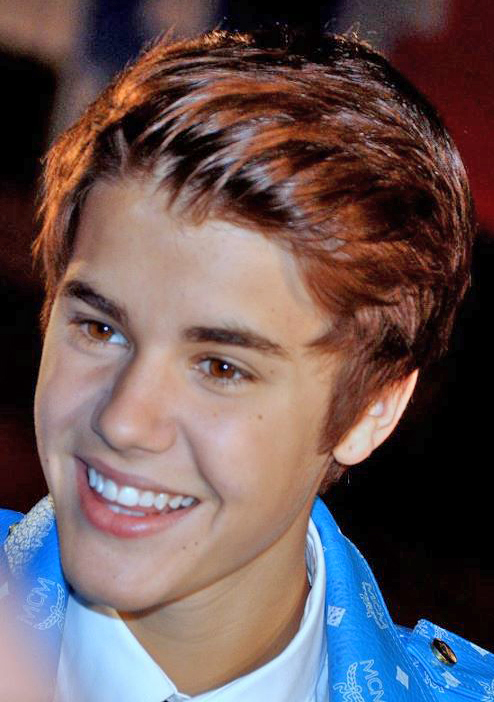
جاستین بیبر برنده سه جایزه شد.

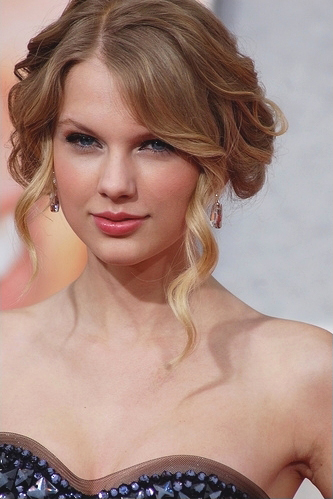
تیلور سوئیفت برنده بهترین هنرمند زن سبک کانتری برای پیج سال متوالی شد.

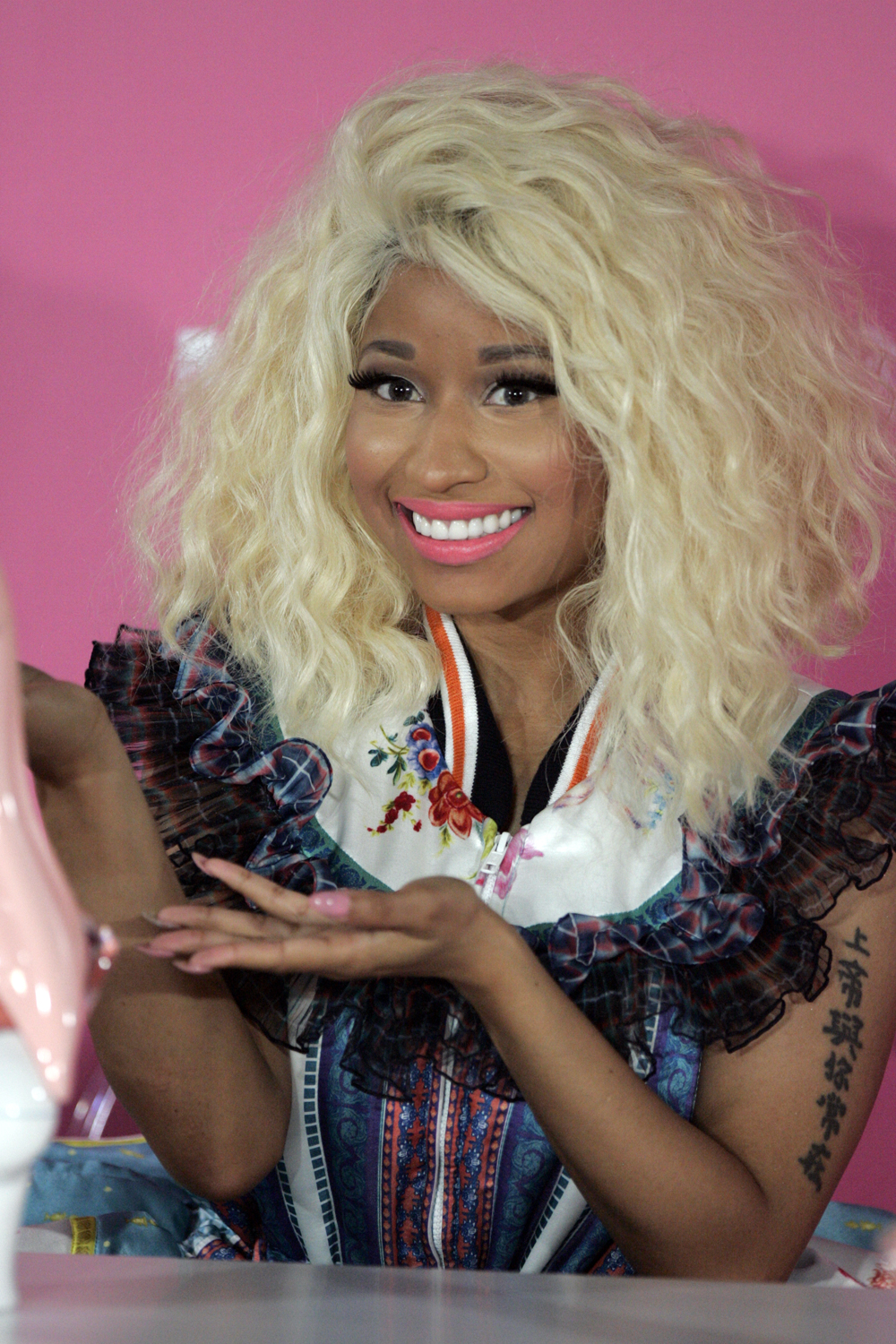
نیکی میناژ دو جایزه نامزد شد و هر دو را برنده شد.

| - fun. - مارون فایو - وان دایرکشن - د وانتد                          | - باور - جاستین بیبر - نمایش بیش از حد - مارون فایو - Pink Friday: Roman Reloaded - نیکی میناژ - Up All Night - وان دایرکشن |
| بهترین هنرمند مرد سبک کانتری                                         | بهترین هنرمند زن سبک کانتری                                                                                                 |
| - لوک برایان - جیسون الدین - اریک چرچ                                | - میراندا لمبرت - کری آندروود - تیلور سوئیفت                                                                                |
| بهترین گروه/باند/دونفره کانتری                                       | بهترین آلبوم کانتری |
| - لیدی آنتبلوم - Rascal Flatts - زک براون باند                       | - Tailgates & Tanlines - لوک برایان - Tuskegee - Lionel Richie - Blown Away - کری آندروود                                   |
| بهترین هنرمند رپ/هیپ هاپ                                             | بهترین آلبوم رپ/هیپ هاپ |
| - دریک - نیکی میناژ - Tyga                                           | - Cole World: The Sideline Story - J. Cole - مواظب باش - دریک - جمعه صورتی - نیکی میناژ                                     |
| بهترین هنرمند مرد سول و آر اند بی                                    | بهترین هنرمند زن سول و آر اند بی                                                                                            |
| - کریس براون - Trey Songz - آشر                                      | - بیانسه - مری جی. بلایژ - ریانا                                                                                            |
| بهترین آلبوم سول و آر اند بی                                         | بهترین هنرمند تناوبی |
| - Fortune - کریس براون - تاک دت تاک - ریانا - Looking 4 Myself - آشر | - د بلک کیز - گوته - لینکین پارک                                                                                            |
| بهترین هنرمند معاصر بزرگسالان                                        | بهترین هنرمند لاتین |
| - ادل - کلی کلارکسون - ترین                                          | - دون عمر - پیت‌بول - شکیرا                                                                                                  |
| \|بهترین هنرمند الهام بخش نسل معاصر                                  | بهترین موسیقی دنس الکترونیک                                                                                                 |
| - Jeremy Camp - Newsboys - tobyMac                                   | - دیوید گتا - کالوین هریس - Skrillex                                                                                        |

## اجراها
| هنرمند(ها)                      | آهنگ(ها)                                                                                    |
| ------------------------------- | ------------------------------------------------------------------------------------------- |
| آشر                             | "Numb" "Climax" "Can't Stop Won't Stop"                                                     |
| کارلی ری جپسن                   | "این بوسه " "به من شاید زنگ بزن"                                                            |
| د وانتد                         | "I Found You"                                                                               |
| کلی کلارکسون                    | "Miss Independent" "Since U Been Gone" "Stronger (What Doesn't Kill You)" "Catch My Breath" |
| کشا                             | "Die Young"                                                                                 |
| No Doubt                        | "Looking Hot"                                                                               |
| تیلور سوئیفت                    | "می‌دانستم که تو مشکل‌ساز هستی"                                                               |
| لینکین پارک                     | "Burn It Down"                                                                              |
| نیکی میناژ                      | "Freedom"                                                                                   |
| پینک (خواننده)                  | "Try"                                                                                       |
| جاستین بیبر نیکی میناژ          | "تا زمانی که مرا دوست داری" زیبایی و یک تپش"                                                |
| پیت‌بول " " کریستینا اگیلرا      | "Lotus Intro" "Army of Me" "Let There Be Love" "Don't Stop The Party" "Feel This Moment"    |
| کری آندروود                     | "Two Black Cadillacs"                                                                       |
| Swizz Beatz کریس براون لوداکریس | "Everyday Birthday"                                                                         |
| استیو واندر                     | Tribute to دیک کلرک: "Master Blaster (Jammin')" "My Cherie Amour" "Sir Duke]]"              |
| سای ام‌سی همر                    | "گنگنام استایل" 2 Legit 2 Quit"                                                             |